# Pelahustán
Pelahustán es un municipio y localidad española de la provincia de Toledo, en la comunidad autónoma de Castilla-La Mancha. El término municipal tiene una población de 331 habitantes (INE 2024).

## Toponimia
El topónimo Pelahustán parece derivarse de la actividad relacionada con los telares y la venta de lino que tuvo la población en el pasado. En documentos del siglo XVIII aparece como Pelafustan.
Viniendo a cazar aquí los duques de Escalona y usándose entonces unos sobretodos que llamaban fustanes, solían decir la noche anterior de salir de caza: ¿a dónde hemos de ir mañana a pelar el fustán?. Aludiendo a lo que la aspereza de este lugar les arrancaba los pelos del fustán o sobre todo y acaso por esto empezó a llamarse Pelafustán a todo hombre roto y mal cosido.[cita requerida]
Según el diccionario de la Real Academia Española se equipara el concepto de pelafustán al de pelagatos, que a su vez significa «persona insignificante o mediocre, sin posición social o económica».
La versión más aceptada es la de la tela fustán con dos variedades: especie de tela de seda y algodón y un tejido de algodón grueso y pelado por una de sus caras. El pueblo poseía varios molinos de agua trabajados por teleros salmantinos.

## Geografía
Ubicación
La localidad está situada a una altitud de 673 m sobre el nivel del mar. El municipio linda con los términos de Higuera de las Dueñas en la provincia de Ávila; Nombela, Nuño Gómez, Garciotum y El Real de San Vicente en la de Toledo; y Cenicientos en la Comunidad de Madrid.
| Noroeste: Higuera de las Dueñas  | Norte: Higuera de las Dueñas | Noreste: Cenicientos |
| Oeste: El Real de San Vicente    |                              | Este: Nombela        |
| Suroeste: Nuño Gómez y Garciotum | Sur: Garciotum               | Sureste: Nombela     |

Clima
De acuerdo a los datos de la tabla a continuación Pelahustán tiene un clima mediterráneo Csa (templado con verano seco y caluroso) según los criterios la clasificación climática de Köppen.
| Parámetros climáticos promedio de Pelahustán en el periodo 1968-1998 | Parámetros climáticos promedio de Pelahustán en el periodo 1968-1998 | Parámetros climáticos promedio de Pelahustán en el periodo 1968-1998 | Parámetros climáticos promedio de Pelahustán en el periodo 1968-1998 | Parámetros climáticos promedio de Pelahustán en el periodo 1968-1998 | Parámetros climáticos promedio de Pelahustán en el periodo 1968-1998 | Parámetros climáticos promedio de Pelahustán en el periodo 1968-1998 | Parámetros climáticos promedio de Pelahustán en el periodo 1968-1998 | Parámetros climáticos promedio de Pelahustán en el periodo 1968-1998 | Parámetros climáticos promedio de Pelahustán en el periodo 1968-1998 | Parámetros climáticos promedio de Pelahustán en el periodo 1968-1998 | Parámetros climáticos promedio de Pelahustán en el periodo 1968-1998 | Parámetros climáticos promedio de Pelahustán en el periodo 1968-1998 | Parámetros climáticos promedio de Pelahustán en el periodo 1968-1998 |
| Mes | Ene.                                                                 | Feb.                                                                 | Mar.                                                                 | Abr.                                                                 | May.                                                                 | Jun.                                                                 | Jul.                                                                 | Ago.                                                                 | Sep.                                                                 | Oct.                                                                 | Nov.                                                                 | Dic.                                                                 | Anual                                                                |
| --- | -------------------------------------------------------------------- | -------------------------------------------------------------------- | -------------------------------------------------------------------- | -------------------------------------------------------------------- | -------------------------------------------------------------------- | -------------------------------------------------------------------- | -------------------------------------------------------------------- | -------------------------------------------------------------------- | -------------------------------------------------------------------- | -------------------------------------------------------------------- | -------------------------------------------------------------------- | -------------------------------------------------------------------- | -------------------------------------------------------------------- |
| Temp. media (°C) | 7.0                                                                  | 8.7                                                                  | 11.7                                                                 | 14.3                                                                 | 18.1                                                                 | 23.4                                                                 | 28.0                                                                 | 27.8                                                                 | 23.9                                                                 | 17.2                                                                 | 11.1                                                                 | 7.4                                                                  | 16.6                                                                 |
| Precipitación total (mm) | 87.4                                                                 | 64.0                                                                 | 42.7                                                                 | 66.1                                                                 | 61.0                                                                 | 31.9                                                                 | 11.8                                                                 | 11.4                                                                 | 28.3                                                                 | 63.7                                                                 | 83.5                                                                 | 88.3                                                                 | 640.2                                                                |
| Fuente: Ministerio de Agricultura, Alimentación y Medio Ambiente. Datos de precipitación para el periodo 1968-1997 y de temperatura para el periodo 1968-1998 en Pelahustán. 9 de octubre de 2012 |                                                                      |                                                                      |                                                                      |                                                                      |                                                                      |                                                                      |                                                                      |                                                                      |                                                                      |                                                                      |                                                                      |                                                                      |                                                                      |

## Historia

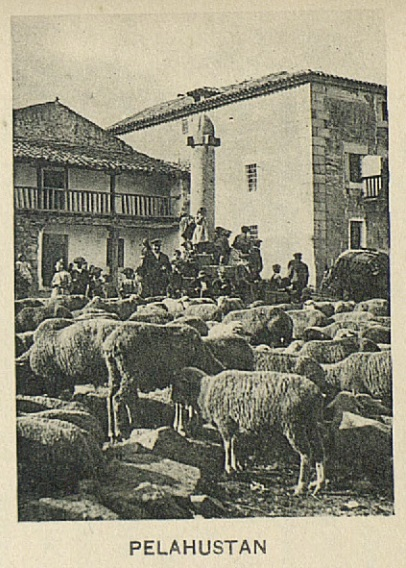
Rollo de Pelahustán

Se repobló hacia finales del siglo XII con castellanos viejos, probablemente familias originarias de la cercana Ávila. Se convierte en aldea de la Comunidad de Villa y Tierra de Escalona. Aparece nombrado por primera vez en el Libro de la Montería que Alfonso XI mandó escribir. 

Es todo un monte, et es bueno de osso en invierno. Et son las bozerías, la una desde el Collado del Águila, por cima de la cabeza del Águila et por la cumbre toda fasta las navas asomante a la Higuera, et otra bocería desde el collado, por el camino de las Radas, fasta el robledillo de Nuño Fortún.

El 18 de mayo de 1635, Felipe IV firma su independencia al concederle el privilegio de villazgo, fecha en la que también se manda levantar el rollo jurisdiccional de granito. Se mantienen diversos pleitos territoriales con Nombela hasta 1656, en el que el licenciado don Diego de Briones le señaló a Pelahustán «tres cuartos de legua alrededor» (algo más de cuatro kilómetros).
Hacia mediados del siglo XIX, el lugar tenía contabilizada una población de 675 habitantes. La localidad aparece descrita en el decimosegundo volumen del Diccionario geográfico-estadístico-histórico de España y sus posesiones de Ultramar de Pascual Madoz de la siguiente manera:

PELAHUSTAN: v. con ayunt. en la prov. y dióc. de Toledo (10 leg.), part. jud. de Escalona (4), aud. terr. de Madrid (16), c. g. de Castilla la Nueva. sit. en una llanura, ventilada completamente; se padecen calenturas gástricas, producidas por el escesivo trabajo y no muy buenos alimentos. Tiene 190 casas de 5 varas de altura, en 2 plazas y calles empedradas; casa de ayunt.; cárcel; pósito casi arruinado; escuela dotada con 1,100 rs. de los fondos públicos, á la que asisten 42 niños de ambos sexos; igl. parr. (San Andrés) con curato de segundo ascenso y de provision ordinaria; en ella hay una capilla dedicada al Smo. Cristo de la Esperanza, de gran veneración: en los afueras un cementerio. Se surte de aguas potables en 2 fuentes muy inmediatas, al E. y O., ambas con caño y pilon abundantes y de escelente calidad. Confina el térm.: al N. con el de Higuera de las Dueñas (Avila); E. Nombela y Cenicientos (Madrid); S. Nombela y Nuño-Gomez, y O. Real de San Vicente y Garciotun; á dist. de 1/2 leg. á 2 y comprende la deh. de Fresnedoso con cas. perteneciente al Sr. duque de Frias; algunos prados de regadío; un monte pequeño de encinas, enebros y retamas, y como 600 fan. de tierra en cultivo cada año: le bañan algunos arroyuelos insignicantes, á cuyas márg. se planta lino y patatas. El terreno es llano y de cerros, formando una pequeña cord. al N., flojo, pedregoso y de escasa fertilidad. Los caminos, vecinales. El correo se recibe en Escalona por propio dos veces a la semana. prod.: centeno, trigo malo, aceite y alguna fruta; se mantiene ganado lanar, cabrio, 100 yuntas de reses vacunas de labor, y se cria caza menuda. ind. y comercio: se dedica el vecindario á la cria de seda, que se lleva a vender en capullo á Talavera de la Reina; hay 3 tejedores de lienzo, 2 molinos harineros, 2 de aceite, y se esporta el sobrante de centeno. pobl.: 172 vec., 675 almas cap. prod.: 1.042,263 rs. imp.: 27,706. contr.: 18,907. presupuesto municipal: 5,213, que se cubre con 7,795 inresos de los propios, quedando un sobrante de 2,582.
Esta v. perteneció al ducado de Escalona y adquirió privilegio de villazgo en 18 de mayo de 1635.
(Madoz, 1849, p. 758)

## Demografía
Cuenta con una población de 331 habitantes (INE 2024).
| Gráfica de evolución demográfica de Pelahustán entre 1842 y 2021 |
| |
| Población de derecho según los censos de población del INE Población de hecho según los censos de población del INEEn estos censos se denominaba Pelahustán o Pelafustán: 1860 |

## Símbolos
El escudo heráldico y la bandera que representan al municipio fueron aprobados oficialmente el 6 de mayo de 2003. El escudo sigue el siguiente blasón:

Escudo partido: Uno cortado: a) de gules, un rollo de justicia de plata; b) de oro, una planta de lino verde; Dos de plata, dos calderas endentadas de oro y gules. Van timbradas con la corona real de España.
Diario Oficial de Castilla-La Mancha nº 70 de 16 de mayo de 2003

La descripción de la bandera municipal es la siguiente:

Paño rectangular, de proporciones 2/3, dividida horizontalmente en tres franjas iguales, roja la superior, verde la central y blanca la inferior; lleva en el centro el Escudo Municipal timbrado.
Diario Oficial de Castilla-La Mancha nº 70 de 16 de mayo de 2003

## Administración
| Periodo   | Nombre                                                                          | Partido   |
| --------- | ------------------------------------------------------------------------------- | --------- |
| 1979-1983 | Francisco de Jaén Jaro                                                          | PSOE      |
| 1983-1987 | Claudio Amigo González                                                          | AP/PDP/UL |
| 1987-1991 | Ismael López González                                                           | PP        |
| 1991-1995 | Ismael López González                                                           | PP        |
| 1995-1999 | Ana María González Fernández (hasta febrero de 1997) Antonio Sánchez Palacios   | PSOE PP   |
| 1999-2003 | Pablo Muñoz Martín                                                              | PSOE      |
| 2003-2007 | Francisco Javier Sánchez Moreno                                                 | PP        |
| 2007-2011 | Francisco Javier Sánchez Moreno (hasta abril de 2009) Ramón García-Soto Giménez | PP UCIT   |
| 2011-2015 | Ramón García-Soto Giménez                                                       | PSOE      |
| 2015-2019 | Ramón García-Soto Giménez                                                       | PSOE      |
| 2019-2023 | Ramón García-Soto Giménez                                                       | PSOE      |
| 2023-act. | Roberto García Laredo                                                           | PP        |

## Patrimonio

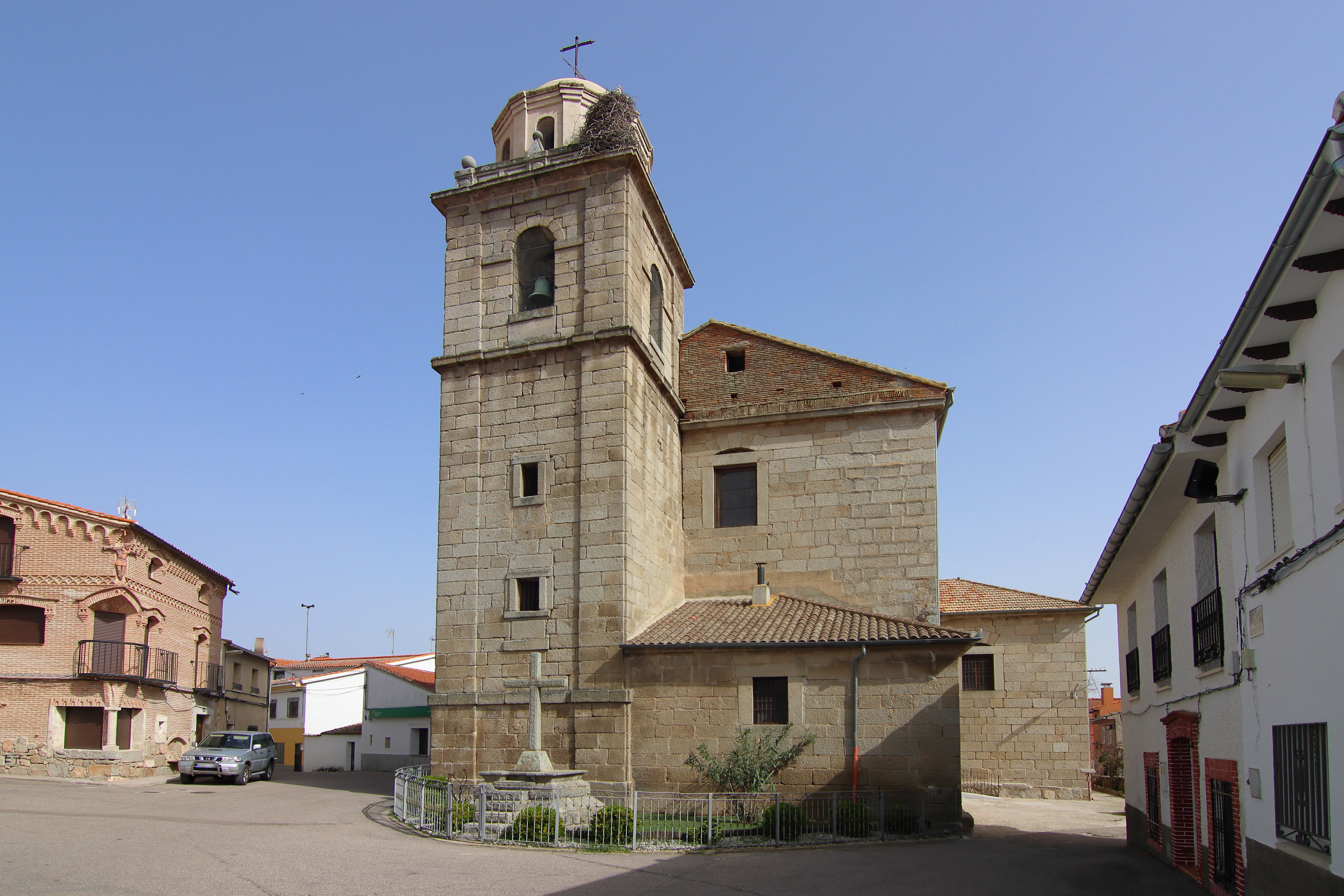
Iglesia de San Andrés

- Iglesia parroquial de San Andrés: principalmente de estilo gótico tardío, siglo XVI. Tanto exterior como interiormente, su fábrica señala dos periodos de construcción: la más antigua es la parte que se une con la torre la cual es, como ésta, de piedra silla, con entrada por dos puertas: la del Cierzo y Sol. Esta iglesia de San Andrés Apóstol ha sufrido diversas modificaciones que han disminuido su carácter monumental.
- Ermita del Rosario: es del siglo XIII. Pequeña ermita de planta cuadrada con un tejadillo que protege la entrada.
- Potro de herrar: situado cerca de la ermita. Compuesto de cuatro pilas de granito, más otras dos pequeñas situadas a uno de los extremos. Era utilizado para herrar a los animales de tiro.
- Casa consistorial.
- Caño del Prao Redondo: tiene tres caños y remata en un tímpano moldurado.
- Caño de Enmedio: en la plaza del Caño Viejo existe otro pilón rectangular de tres caños.
- Caño de Allá: está en las proximidades de la ermita del Rosario y es el que tiene el agua más fina.
- Rollo de Justicia o Picota: declarado Bien de Interés Cultural. De estilo gótico tardío. Es un monumento esculpido en granito, símbolo de la libertad jurisdiccional. Fue inaugurado el 18 de mayo de 1635 al adquirir Pelahustán el privilegio de villazgo separándose de Escalona. Es circular en varias piezas con terminación en pico bellota con cuatro ménsulas en su comienzo.

## Fiestas
- 29 de abril: feria de ganado. Una de las pocas ferias de este tipo que quedan en la provincia; también se prepara una caldereta para los asistentes.
- 3 de mayo: festividad de la Cruz de Mayo. Procesión por el pueblo.
- 14 de septiembre: festividad del Cristo de la Esperanza. Es la fiesta más importantes del año y el pueblo multiplica sus habitantes. Se celebran fiestas taurinas, bailes regionales y una procesión.